# 荷西·努涅斯
荷西·努涅斯·希門尼斯（西班牙語：José Núñez Jiménez，1964年1月3日—），為多明尼加棒球選手。1983年美國職棒堪薩斯市皇家以自由契約簽下，1986年12月8日經由規則五選秀被多倫多藍鳥挑走，於1987年4月9日首度登上大聯盟，在大聯盟累計9勝10敗、防禦率5.05、171次三振。1993年到1995年到台灣效力中華職棒統一獅，中文登錄名為「王漢」，1993年單季22勝，被譽為是中華職棒史上最強的洋投之一。

## 經歷
- 美國職棒堪薩斯皇家（小聯盟1Ａ～2Ａ）（1984年－1986年）
- 美國職棒多倫多藍鳥（小聯盟3Ａ～大聯盟）（1987年－1989年）
- 美國職棒芝加哥小熊（小聯盟3Ａ～大聯盟）（1990年）
- 中華職棒統一獅（1993年－1995年）
- 日本職棒福岡大榮鷹（1996年－1997年）
- 台灣大聯盟台中金剛（1998年）
- 美國職棒紐約大都會（新人聯盟～小聯盟1Ａ）（1998年－2000年）
- 韓國職棒韓化老鷹（2001年）

## 職棒生涯成績

### 中華職棒
- (粗黑體字為該年度最佳或最高成績)
- (粗紅體字為聯盟史上最佳或最高成績)

| 年度 | 球隊   | 出賽 | 先發 | 勝投 | 敗投 | 完投 | 完封 | 救援 | 中繼 | 奪三振 | 四死 | 投球局數 | 責失 | 防禦率 |
| ---- | ------ | ---- | ---- | ---- | ---- | ---- | ---- | ---- | ---- | ------ | ---- | -------- | ---- | ------ |
| 1993 | 統一獅 | 32   | 28   | 22   | 5    | 15   | 3    | 1    | －   | 171    | 51   | 241.2    | 65   | 2.42   |
| 1994 | 統一獅 | 36   | 24   | 18   | 9    | 16   | 4    | 4    | －   | 173    | 46   | 225.1    | 52   | 2.08   |
| 1995 | 統一獅 | 34   | 24   | 16   | 11   | 13   | 4    | 3    | －   | 167    | 46   | 220.0    | 46   | 1.88   |
| 合計 | 3年    | 102  | 76   | 56   | 25   | 44   | 11   | 8    | 0    | 511    | 143  | 687.0    | 163  | 2.14   |

### 日本職棒時期
| 年度 | 球隊   | 出賽 | 勝投 | 敗投 | 中繼 | 救援 | 完投 | 完封 | 四死 | 三振 | 投球局數 | 防禦率 | WHIP |
| 1996 | 大榮鷹 | 42   | 6    | 9    | 0    | 16   | 1    | 0    | 28   | 79   | 103.2    | 3.13   | 1.40 |
| 1997 | 大榮鷹 | 24   | 1    | 2    | 0    | 0    | 0    | 0    | 7    | 26   | 34.0     | 3.71   | 1.24 |
| 2年  | 2年    | 66   | 7    | 11   | 0    | 16   | 1    | 0    | 35   | 105  | 137.2    | 3.27   | 1.36 |

### 台灣大聯盟時期
| 年度 | 球隊           | 出賽 | 勝投 | 敗投 | 中繼 | 救援 | 完投 | 完封 | 四死 | 三振 | 投球局數 | 防禦率 | WHIP |
| 1998 | 台中中纖金剛隊 | 35   | 6    | 5    | 0    | 7    | 0    | 0    | 5    | 34   | 63.0     | 2.71   | 0.89 |
| 1年  | 1年            | 35   | 6    | 5    | 0    | 7    | 0    | 0    | 5    | 34   | 63.0     | 2.71   | 0.89 |

### 韓國職棒時期
| 年度 | 球隊   | 出賽 | 勝投 | 敗投 | 中繼 | 救援 | 完投 | 完封 | 四死 | 三振 | 投球局數 | 防禦率 | WHIP |
| 2001 | 韓華鷹 | 14   | 2    | 1    | 0    | 4    | 0    | 0    | 7    | 19   | 29.1     | 5.52   | 1.53 |
| 1年  | 1年    | 14   | 2    | 1    | 0    | 4    | 0    | 0    | 7    | 19   | 29.1     | 5.52   | 1.53 |

## 特殊紀錄
- 1993年，來台灣加盟中華職棒的統一獅。
- 1993年6月13日，對兄弟象拿下完投勝，成為中華職棒第1位單季10勝的多明尼加籍球員。
- 1993年9月，獲得中華職棒單月MVP。
- 1993年，以22勝成績獲得了中華職棒勝投王。
- 1994年，以2.08的防禦率獲得了中華職棒防禦率王。
- 1995年8月，獲得中華職棒單月MVP。
- 1995年，以1.88的防禦率獲得中華職棒防禦率王。
- 1995年，以167次三振數獲得中華職棒三振王。

## 軼事
1993到1995年效力統一獅時，初期登錄名為「滿漢」，因當時流行以企業產品為洋將的中文名字，但「滿漢」在熱身賽狀況連連，加上球團高層覺得用產品當洋將的名字非常不妥，因此將他改名為王漢。

## 外部連結
- 荷西·努涅斯在台灣棒球維基館上的頁面（繁體中文）
- 荷西·努涅斯在美國職棒官網（英语）
- 荷西·努涅斯在日本職棒官網（英语）
- 荷西·努涅斯在中華職棒官網
- 荷西·努涅斯在Baseball-Reference.com（大聯盟）（英语）
- 荷西·努涅斯在Baseball-Reference.com（小聯盟以及海外聯盟）（英语）
- 荷西·努涅斯在ESPN（MLB）（英语）
- 荷西·努涅斯在FanGraphs.com（英语）
- 荷西·努涅斯在Retrosheet（英语）

| 前任： 謝長亨 | 統一獅開幕戰先發投手 1994年           | 繼任： 謝長亨 |
| 獎項          |                                       |               |
| 前任： 陳義信 | 中華職棒勝投王 1993年                 | 繼任： 陳義信 |
| 前任： 威爾   | 中華職棒三振王 1995年                 | 繼任： 賈西   |
| 前任： 謝長亨 | 統一獅開幕戰先發投手 1994年           | 繼任： 謝長亨 |
| 前任： 黃平洋 | 中華職棒明星賽明星白隊先發投手 1994年 | 繼任： 郭進興 |

1. ↑  史上最強洋投 獅隊王漢難以撼動 （页面存档备份，存于），聯合新聞網，2019-04-06